# باشگاه فوتبال بامبر بریج
باشگاه فوتبال بامبر بریج (به انگلیسی: Bamber Bridge Football Club) یک باشگاه فوتبال در شهر بامبر بریج، کشور انگلستان است که در سال ۱۹۷۴ میلادی تأسیس شده‌است.